# Свети Димитър (Смолани)
Вижте пояснителната страница за други значения на Свети Димитър.
„Свети Великомъченик Димитрий“ или „Свети Димитър“ (на македонска литературна норма: „Свети Димитар“, „Свети Димитриј“) е късновъзрожденска православна църква в прилепското село Смолани, Северна Македония. Църквата е под управлението на Преспанско-Пелагонийската епархия на Македонската православна църква.
Църквата е гробищен храм, разположен в западната част на селото. Изграждането ѝ започва в 1905 година, но след осветяването на основите строежът е спрян от властите. Строителството започва отново след Младотурската революция в 1908 година и храмът е завършен на следната 1909 година. Благодарение на инициативния комитет, в който влизат Никола Насевски, Методия Илиевски, Методия Спирковски, Томе Трайковски, Ило Велкоски и Спасе Конески, храмът е осветен на 21 май 1972 година от архиепископ Доситей Охридски и Македонски в съслужение с митрополит Кирил Американско-Канадски и свещеници от Прилепското архиерейско наместничество.